# 弗劳恩贝格教堂
弗劳恩贝格教堂（Frauenbergkirche）位于下奥地利城市多瑙河畔克雷姆斯的多瑙河畔斯泰因区（Stein an der Donau），斯泰因堂区教堂上方的岩石平台上，由陡峭的弗劳恩贝格阶梯与之相连。自20世纪60年代中叶以来，该堂改为纪念两次世界大战阵亡者的纪念馆。该堂是斯泰因城市景观的特征。

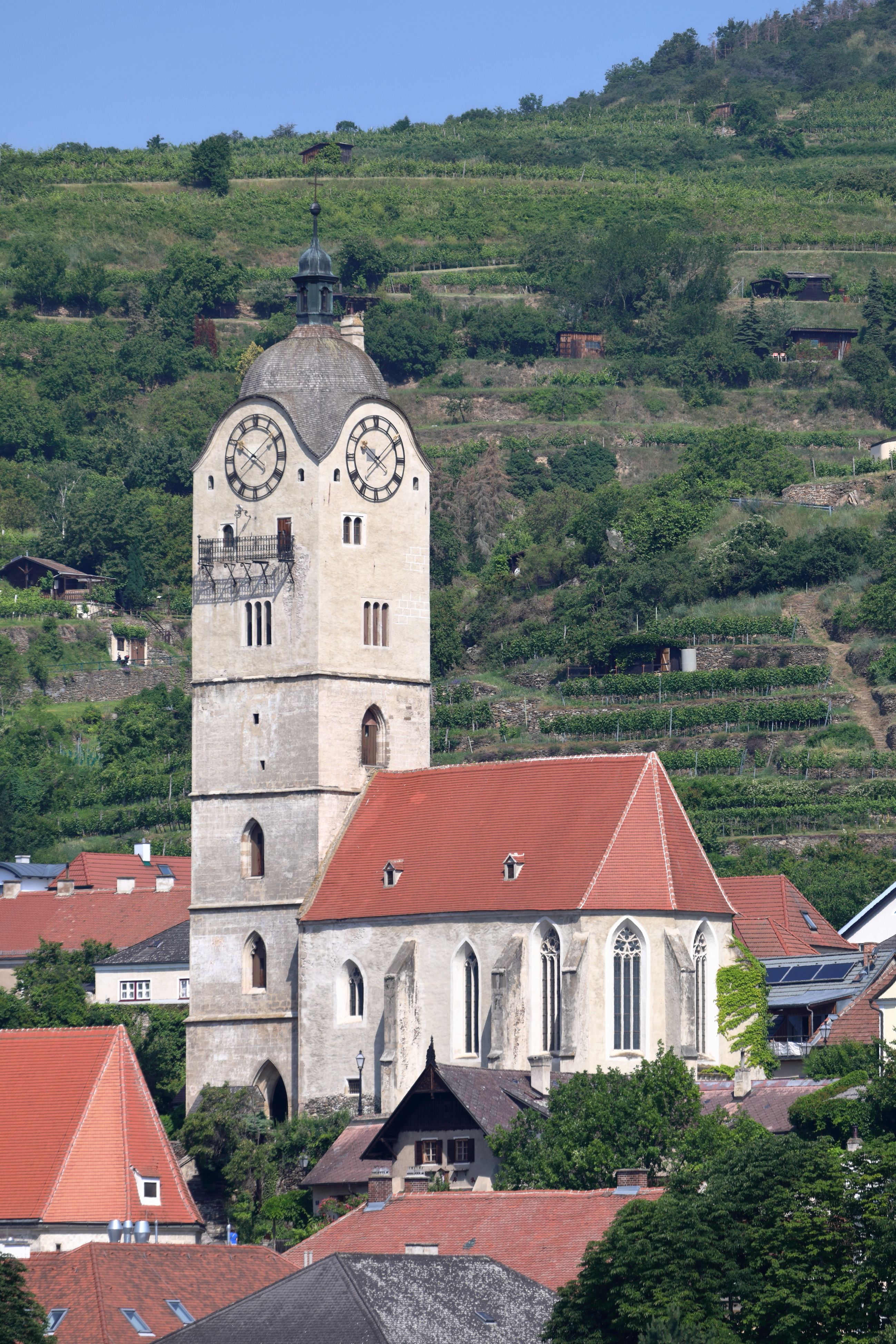
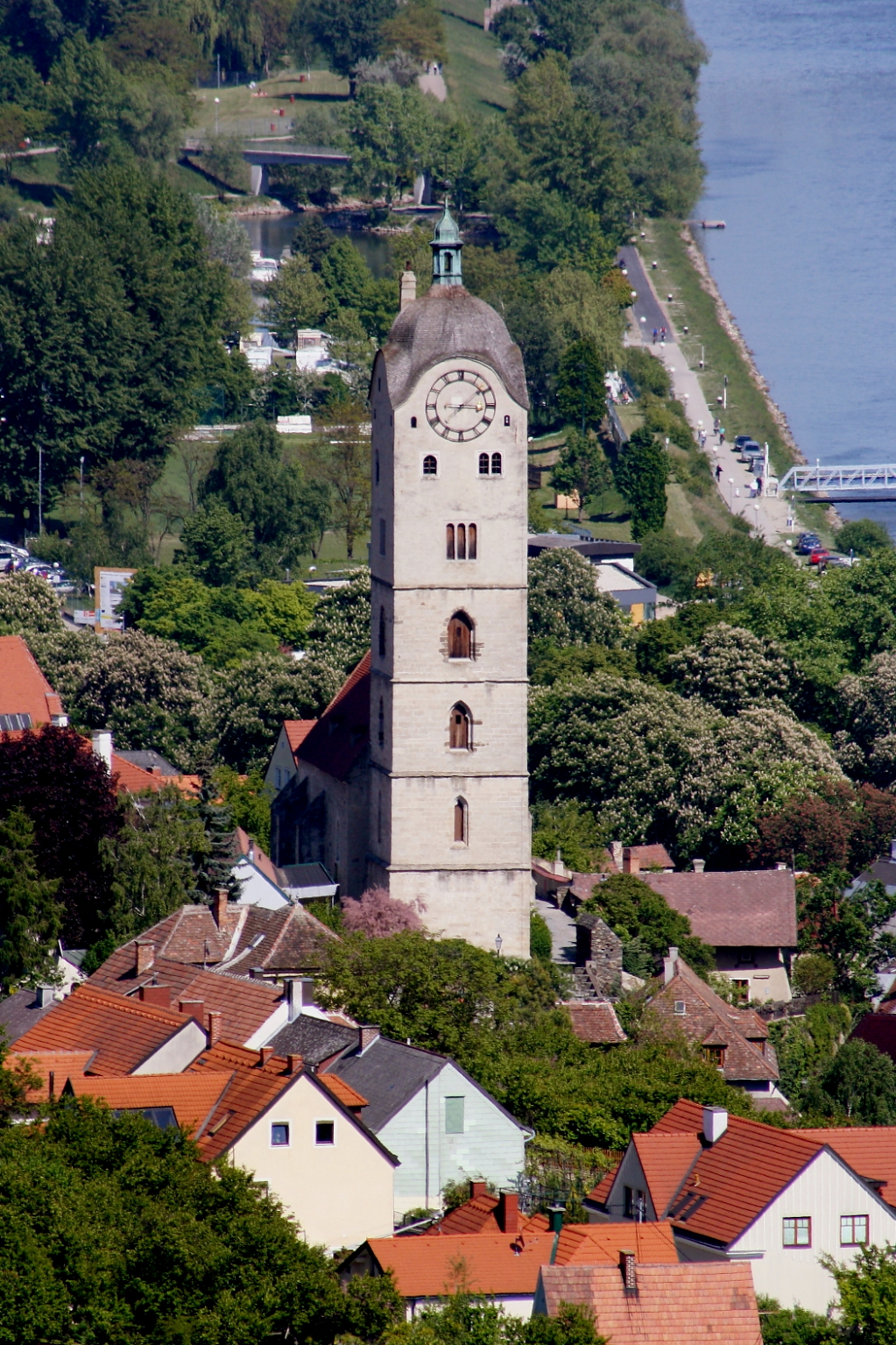

弗劳恩贝格教堂是一座建于14世纪的哥特式教堂，有一座带有圆顶的大型方形塔楼。中殿的北墙上有一幅14世纪的壁画，描绘三王来朝。